# Prestataire de services de paiement
 (novembre 2021).
Pour les articles homonymes, voir PSP.
Au sens du droit européen, un prestataire de services de paiement (PSP) désigne un prestataire de services habilité, généralement par agrément délivré, par une autorité compétente dans l'État membre dans lequel il est situé, à fournir des services de paiement prévus dans la directive sur les services de paiement, directive 2015/2366/EU dite DSP2.
Il existe six catégories d'entités] de prestataires de services de paiement :
- les établissements de crédit ;
- les établissements de paiement ;
- les établissements de monnaie électronique ;
- les offices de chèques postaux qui sont habilités en droit national à fournir des services de paiement ;
- la Banque centrale européenne (BCE) et les banques centrales nationales lorsqu’elles n’agissent pas en qualité d’autorités monétaires ou d’autres autorités publiques ; et
- les États membres ou leurs autorités régionales ou locales lorsqu’ils n’agissent pas en qualité d’autorités publiques.